# Гаї-Лев'ятинські
Гаї-Лев'ятинські — село в Україні, у Радивилівській міській громаді Дубенського району Рівненської області. Населення становить 290 осіб. 
Поштовий індекс — 35509. Телефонний код — 3633. Код КОАТУУ — 5625886003.

## Населення

### Мова
Розподіл населення за рідною мовою за даними перепису 2001 року:
| Мова       | Кількість | Відсоток |
| ---------- | --------- | -------- |
| українська | 347       | 99.42%   |
| російська  | 1         | 0.29%    |
| білоруська | 1         | 0.29%    |
| Усього     | 349       | 100%     |

## Історія
У 1906 році село Радзивилівської волості Кременецького повіту Волинської губернії. Відстань від повітового міста 35 верст, від волості 7. Дворів 70, мешканців 258.
В околицях села відбувались бої у серпні-вересні 1915 року.
7 (20) листопада 1917 року, відповідно до Третього Універсалу Української Центральної Ради, увійшло до складу Української Народної Республіки.
12 червня 2020 року, відповідно до розпорядження Кабінету Міністрів України № 722-р від «Про визначення адміністративних центрів та затвердження територій територіальних громад Рівненської області», увійшло до складу Радивилівської міської громади Радивилівського району.
19 липня 2020 року, в результаті адміністративно-територіальної реформи та ліквідації Радивилівського району, село увійшло до складу Дубенського району.